# Austracantha
Austracantha minax es una especie de araña araneomorfa de la familia Araneidae. Es el único miembro del género monotípico Austracantha. Es originaria de Australia.

## Lista de subespecies
Selon The World Spider Catalog 12.0:
- Austracantha minax astrigera (L. Koch, 1871)
- Austracantha minax hermitis (Hogg, 1914) des islas Montebello
- Austracantha minax leonhardii (Strand, 1913)
- Austracantha minax lugubris (L. Koch, 1871)
- Austracantha minax minax (Thorell, 1859)